# Solomașîne, Kroleveț
Solomașîne (în ucraineană Соломашине) este un sat în comuna Bîstrîk din raionul Kroleveț, regiunea Sumî, Ucraina.

## Demografie
Componența lingvistică a localității Solomașîne
     Ucraineană (100%)
Conform recensământului din 2001, toată populația localității Solomașîne era vorbitoare de ucraineană (100%).